# Houari Benmoussa Harrat
Houari Benmoussa Harrat (en arabe : هواري بن موسى حرات) est un footballeur algérien né le 27 novembre 1975 à Oran. Il évoluait au poste de défenseur central.

## Biographie
Il évolue en première division algérienne avec les clubs phare de la ville d'Oran, le MC Oran et l'ASM Oran.
Il dispute 34 matchs en Ligue 1.